# Orphnurgus aspersignis
Orphnurgus aspersignis is een zeekomkommer uit de familie Deimatidae.
De wetenschappelijke naam van de soort werd in 1992 gepubliceerd door Thandar.